# 岡山スカイガーデン
岡山スカイガーデンは、岡山県岡山市北区京山の京山山頂にかつて存在した遊園地である。開園は1999年7月20日。2007年5月6日をもって閉園した。

## 会社概要
1956年から1998年まで営業していた京山ロープウェー遊園を前身とし、1999年に開園した。経営はサンヨープレジャーの子会社おもちゃ王国が行った。
建物の老朽化を理由として2007年に閉園した。

### 周辺施設
- 池田動物園
- 岡山スカイガーデンロープウェイ - おもちゃ王国が運営。前身の京山ロープウェー遊園時代（京山ロープウェー）は岡山電気軌道が運営していた。